# Actias chapae
Actias chapae är en fjärilsart som beskrevs av Clayton Dissinger Mell 1950. Actias chapae ingår i släktet månspinnare, och familjen påfågelspinnare. Inga underarter finns listade i Catalogue of Life.